# KM3NeT
Le Cubic Kilometre Neutrino Telescope, en abrégé KM3NeT, est une infrastructure de recherche européenne située au fond de la mer Méditerranée. Elle héberge des télescopes à neutrinos Cherenkov sous-marins, conçus pour détecter et étudier les neutrinos provenant de sources astrophysiques lointaines ainsi que de notre atmosphère, contribuant ainsi de manière significative aux connaissances en astrophysique et en physique des particules.
Un réseau de milliers de modules de capteurs optiques détecte la faible lumière Cherenkov dans les profondeurs de la mer provenant des particules chargées issues des collisions entre les neutrinos et l'eau ou la roche, à proximité du détecteur. La position et la direction des modules optiques ainsi que l'instant d'arrivée de la lumière sur les photomultiplicateurs sont enregistrées avec une grande précision. Les trajectoires des particules sont reconstruites à partir de ces mesures.
Le projet KM3NeT prévoit la construction de plusieurs de ces détecteurs dans les profondeurs de la mer Méditerranée, le long des côtes sud de l'Europe : KM3NeT France (au large de Toulon) héberge le détecteur ORCA (Oscillation Research with Cosmics in the Abyss), KM3NeT Italie (au large de Portopalo di Capo Passero, Sicile, Italie) héberge le détecteur ARCA (Astroparticle Research with Cosmics in the Abyss). Les deux détecteurs collectent déjà des données, exploitables pour la recherche. KM3NeT Grèce (au large de Pylos, Péloponnèse, Grèce) est disponible pour étendre l'infrastructure de recherche KM3NeT pour une prochaine phase de développement.
Le projet KM3NeT poursuit le travail effectué pour le télescope à neutrinos ANTARES exploité au large des côtes françaises entre 2008 et 2022.
La gestion, la gouvernance et la coordination de la mise en œuvre et de l'exploitation de KM3NeT sont assurées par une collaboration internationale, qui regroupe plus de 68 instituts issus de 21 pays du monde entier. La communauté KM3NeT se compose d'environ 360 scientifiques, ainsi que d'ingénieur·es et de technicien·nes.

## Objectifs scientifiques
Les principaux objectifs de la Collaboration KM3NeT  sont : 
- La découverte et l'observation ultérieure de sources de neutrinos de haute énergie dans l'Univers, sondant une grande variété d'objets cosmiques tels que les rémanents de supernova, les sursauts de rayons gamma, les supernova ou les étoiles en collision. En identifiant les neutrinos provenant de ces sources, KM3NeT vise à mieux comprendre les origines des rayons cosmiques et les mécanismes à la source de certains des événements les plus extrêmes de l'Univers.
- L'étude approfondie des propriétés fondamentales des neutrinos, en particulier les oscillations des neutrinos, notamment pour déterminer la hiérarchie de masse des neutrinos en mesurant les oscillations des neutrinos atmosphériques. La capacité à distinguer les différents états de masse des neutrinos fournira des informations cruciales sur la nature des neutrinos et leur rôle dans le modèle standard de la physique des particules.

Au-delà de ces objectifs scientifiques principaux, le télescope est un outil puissant dans la recherche de matière noire dans l'univers. En outre, l'infrastructure de recherche abrite des instruments pour d'autres sciences telles que la biologie marine, l'océanographie et la géophysique, pour la surveillance à long terme et en temps réel des grands fonds et du fond marin, à plusieurs kilomètres de profondeur.
Le détecteur ARCA est un télescope de la taille du kilomètre cube qui recherche des sources de neutrinos dans le cosmos. Le détecteur ORCA est optimisé pour mesurer les propriétés du neutrino lui-même, et ainsi étudier des questions liées à la physique des particules. Chacun des sites sous-marins est également équipé de divers instruments scientifiques pour les sciences de la Terre et de la mer.

## Conception du détecteur

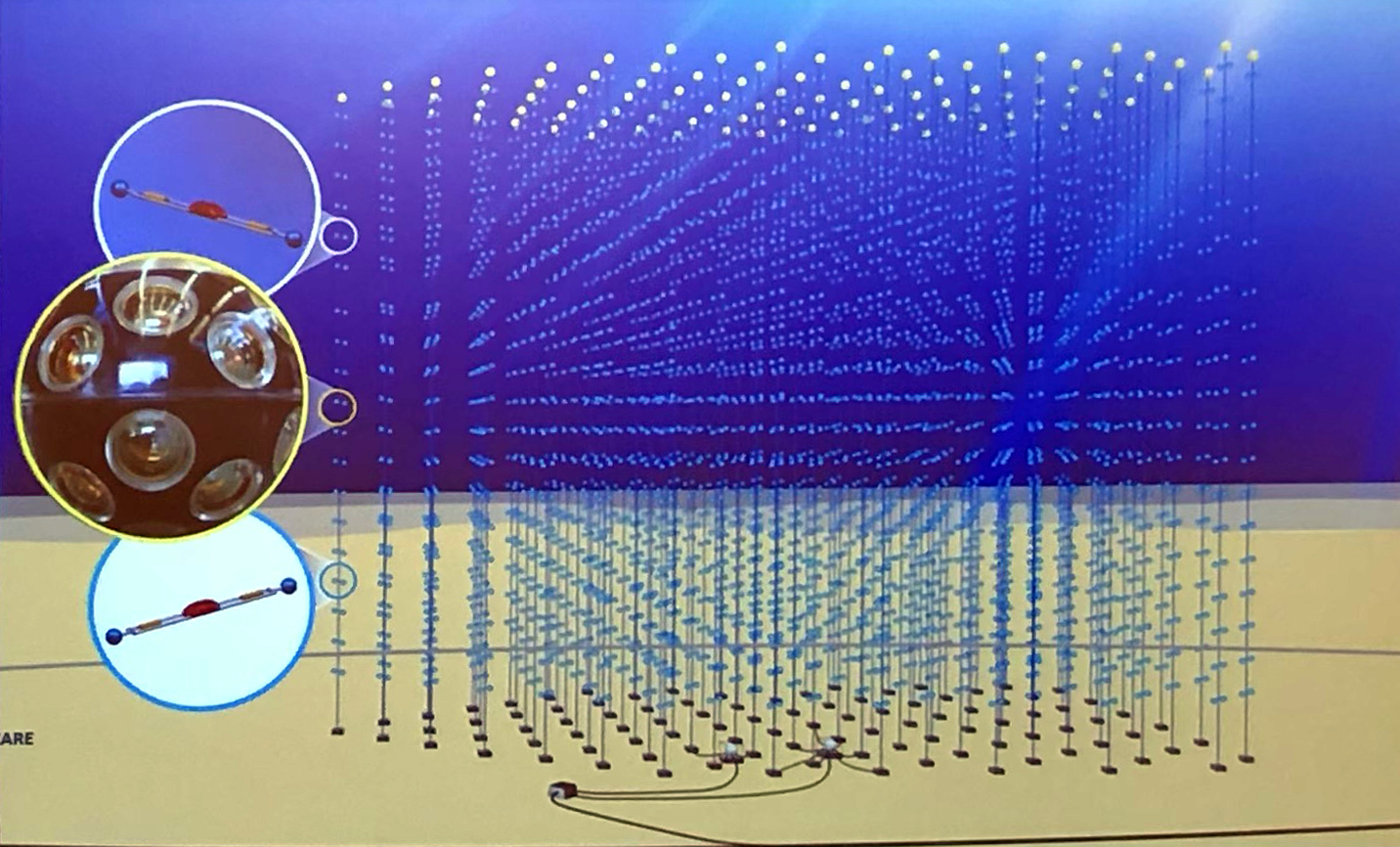
Schéma du télescope KM3NET.

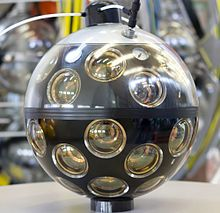
Module optique (DOM) en laboratoire.

Les infrastructures en France et en Italie sont conçues pour être équipées de près de 200 000 capteurs de lumière (photo-multiplicateurs, ou PMT) répartis dans trois blocs de construction : deux pour KM3NeT/ARCA et un pour KM3NeT/ORCA. Un bloc comprend 115 lignes de détection verticales flexibles (unités de détection, ou DU) fixées au fond de la mer. Chaque ligne supporte 18 modules de capteurs sphériques (module optique, ou DOM) résistants à la pression et chaque DOM comprend 31 tubes photomultiplicateurs. Chaque bloc de construction constitue ainsi un réseau tridimensionnel de photodétecteurs qui peut être utilisé pour détecter la lumière Cherenkov produite par les particules relativistes émergeant des interactions avec les neutrinos.
Le site KM3NeT Italie, qui héberge le détecteur ARCA, se trouve à une profondeur de 3450 m. Il est optimisé pour la détection des neutrinos cosmiques de haute énergie dans la gamme TeV-PeV grâce à l'espacement important des modules optiques : les 18 modules sont approximativement espacés de façon égale sur des lignes d'environ 700 m de hauteur et espacés d'environ 90 m les uns des autres.
Le site KM3NeT France, qui héberge le détecteur ORCA, se trouve à une profondeur de 2475 m. Les modules optiques plus rapprochés permettent au détecteur d'être optimisé pour la détection de neutrinos dans la gamme des GeV. ORCA sera composé de 115 lignes dans un réseau de 20 m, avec un espacement de 9 m entre les modules optiques d'une chaîne. Au total, le réseau a un diamètre d'environ 210 m et les lignes mesurent 200 m de hauteur.
La position des modules et le temps d'arrivée de la lumière sur les photomultiplicateurs à l'intérieur sont mesurés avec une grande précision. Chaque module optique a un diamètre d'environ 44 cm, contient 31 tubes photomultiplicateurs de 3 pouces avec l'électronique correspondante, et est relié à la terre par un réseau optique à large bande passante. Grâce à un réseau électro-optique de câbles et de boîtes de jonction sur le fond marin, les modules optiques sont reliés à des stations de contrôle à terre pour l'alimentation électrique, le contrôle des détecteurs et la transmission des données.

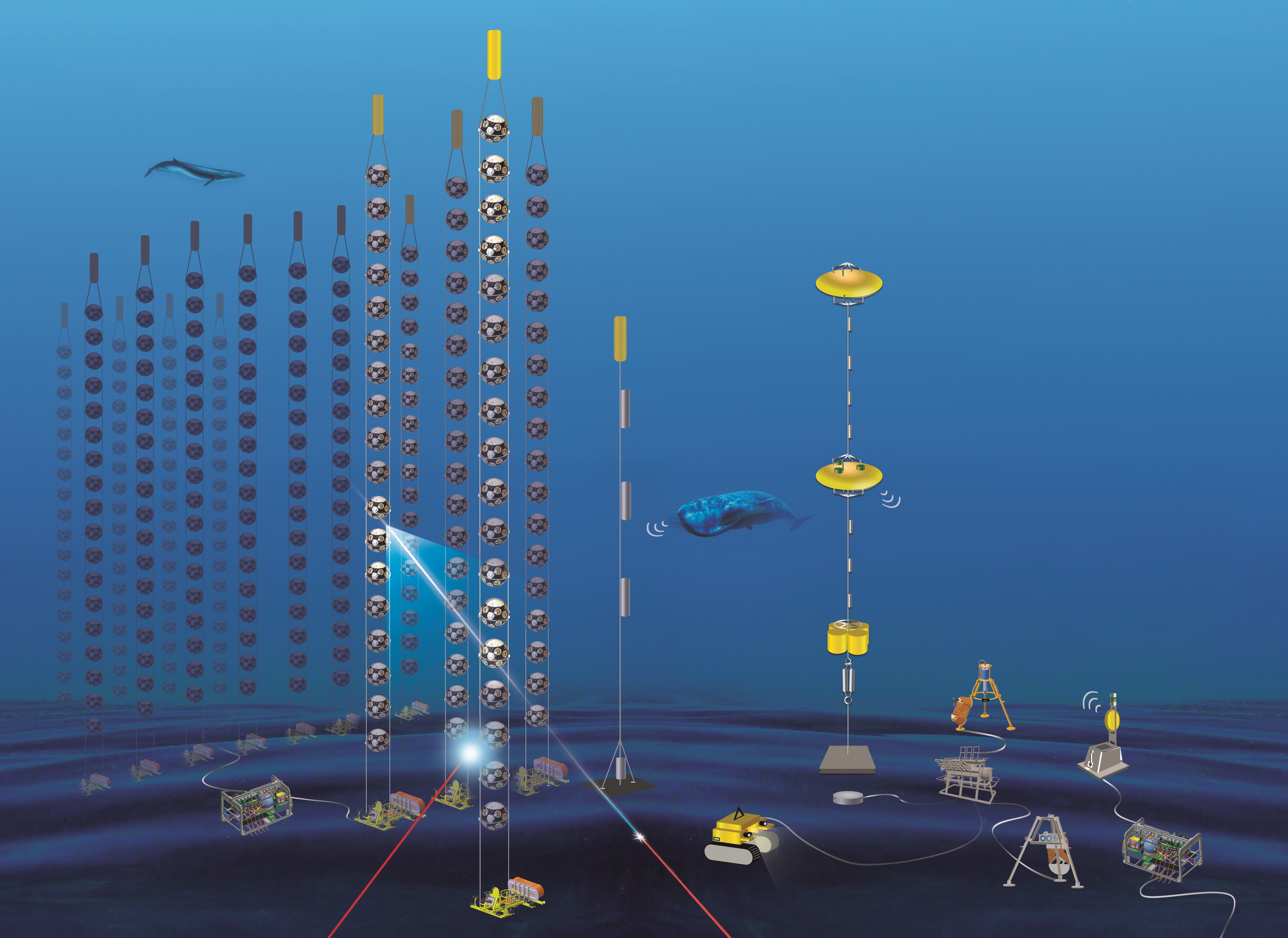
Vue d'artiste du détecteur KM3NeT ©Camille Combes, Agence Ouvreboîte

Si les lignes contenant les modules optiques sont ancrées sur le fond marin, elles peuvent osciller au gré des courants en haute mer. La position et l'orientation des modules optiques, et donc des tubes photomultiplicateurs qu'ils contiennent, sont mesurées de manière dynamique à l'aide d'un système acoustique et d'un système de boussole. Dans chaque module optique, des impulsions LED contrôlées sont utilisées pour l'étalonnage du temps.
Les infrastructures terrestres de chaque site comprennent un réseau de serveurs informatiques, pour effectuer le premier filtrage des données, avant de les transmettre à un centre de données KM3NeT pour qu'elles soient stockées et analysées par les scientifiques de KM3NeT.
La construction et le déploiement des nombreuses pièces du détecteur sont illustrés dans plusieurs vidéos.

## Historique de la construction
La conception du télescope à neutrinos KM3NeT est très modulaire et sa construction est échelonnée dans le temps. En 2012, la mise en œuvre de l'infrastructure de recherche KM3NeT a commencé par la mise en place des infrastructures du fond marin sur les sites KM3NeT France et KM3NeT Italie. Un module optique prototype KM3NeT a pris des données avec succès pendant environ un an, en 2013-2014, dans le cadre du télescope ANTARES. Sur le site KM3NeT Italie, une ligne prototype a recueilli des données en 2014-2015, également pendant environ un an.

À la suite de cette période d'essai, la construction du détecteur a débuté. Les prochaines phases de construction comprennent l'achèvement des détecteurs ARCA et ORCA sur les sites italien et français. Pour cela, les lignes de détection sont assemblées dans plusieurs sites d'intégration, dans différents pays de la collaboration. Entre 2017 et 2024, 24 lignes de détection ont été installées sur le site ORCA et 33 sur le site ARCA, ce qui signifie qu'à la fin de 2024, environ 10% du détecteur permettait déjà de prendre des données.

## Résultats scientifiques
Avec la configuration partielle des détecteurs, la collaboration KM3NeT a déjà publié des résultats intéressants dans des revues scientifiques notamment :
- Avec seulement 6 lignes du détecteur ORCA, les paramètres de l'oscillation atmosphérique ont été mesurés comme suit sin2(θ23) = 0,51+0,04
 −−0,05, and ∆m231 = 2,18+0,25
 −−0,35 × 10−3 eV2 {\displaystyle \cup } { -2.25, -1.76 } × 10−3 eV2 at 68% CL[14]

- Une recherche de contreparties de neutrinos a été effectuée avec les données de KM3NeT pour le troisième cycle d'observation des interféromètres LIGO et Virgo en 2019-2020. Les deux recherches ne donnent pas d'excès significatif pour les sources dans les catalogues d'ondes gravitationnelles. Pour chaque source, des limites supérieures sur le flux de neutrinos et sur l'énergie totale émise en neutrinos dans les gammes d'énergie respectives ont été fixées. Des analyses d'empilement de fusions de trous noirs binaires et de fusions d'étoiles à neutrons et de trous noirs ont également été effectuées pour contraindre l'émission caractéristique de neutrinos de ces catégories[15].
- Avec les 10 lignes d'ORCA et les 21 lignes d'ARCA installées, une étude de suivi a été réalisée pour le phénomène transitoire extraordinairement lumineux détecté par le détecteur de sursaut gamma, le 9 octobre 2022, par le satellite Fermi. Aucun événement neutrino candidat n'a été trouvé en coïncidence avec la localisation du sursaut gamma. Des limites supérieures sur l'émission de neutrinos associée ont été présentées[16].
- Détection d'un neutrino de très haute énergie - KM3-230213A : un muon de très haute énergie traversant le détecteur ARCA, sur le site KM3NeT Italie, a été observé le 13 février 2023 à 01:16:47 UTC. L'événement est désigné sous le nom de KM3-230213A[17]. Au moment de l'observation, 21 lignes de détection d’ARCA étaient en service. La trajectoire du muon a été reconstruite à partir des temps et positions mesurés des premiers impacts enregistrés sur les photomultiplicateurs des modules optiques. La direction de KM3-230213A est reconstituée comme étant quasi-horizontale, à 0,6 degré au-dessus de l'horizon. L'énergie muonique mesurée est de 120 pétaélectronvolts (PeVs) avec une incertitude de +110 PeV à -60 PeV. Compte tenu de son énergie extrêmement élevée et de sa direction proche de la ligne d'horizon, le muon provient très probablement de l'interaction d'un neutrino cosmique d'énergie encore plus élevée à proximité du détecteur. L'énergie du neutrino qui produit de tels muons dans le détecteur ARCA est estimée à 220 PeV. KM3-230213A est l’événement neutrino le plus énergétique observé au jour de la détection. La très grande énergie du neutrino suggère qu'il pourrait provenir d'un accélérateur cosmique différent des neutrinos de plus basse énergie, ou qu'il pourrait s'agir de la première détection d'un neutrino cosmogénique, issu des interactions entre les rayons cosmiques de très haute énergie et les photons du fond diffus cosmologique de l'Univers.

De nombreuses autres études ont été publiées sur : la désintégration invisible des neutrinos, les neutrinos stériles, les interactions non standard des neutrinos, la recherche de matière noire, la décohérence quantique dans les oscillations des neutrinos, les muons atmosphériques, le flux diffus de neutrinos, l'émission de sources ponctuelles, les galaxies à flambée d'étoiles, l'effondrement du cœur de supernovas et des analyses combinées avec d'autres expériences comme JUNO et CTA.
Aussi, sur la base de simulations Monte Carlo détaillées, les perspectives des détecteurs KM3NeT sont présentées, en tant qu'exemples, dans certaines publications: le Potentiel en astronomie de KM3NeT/ARCA et la Sensibilité combinée de JUNO et KM3NeT/ORCA pour l'ordre de masse des neutrinos.
Une liste complète des articles scientifiques et techniques de KM3NET est disponible sur INSPIRE-HEP. KM3NeT est engagée dans la publication en libre accès et la science ouverte .

## Relations avec les institutions européennes
En 2006, KM3NeT a été inclus dans la feuille de route du Forum stratégique européen sur les infrastructures de recherche (ESFRI), qui reconnaît comme prioritaire l'infrastructure de recherche KM3NeT pour les besoins scientifiques de l'Europe dans les 10 à 20 prochaines années. Ce soutien a été renouvelé par le Conseil de l'Union européenne pour la période 2019-2026, permettant par exemple de lancer le projet KM3NeT-INFRADEV2 (2023-2025) pour la mise en œuvre complète de l'infrastructure de recherche KM3NeT.
KM3NeT a bénéficié de divers financements dans le cadre des programmes européens de recherche et d'innovation, notamment Horizon 2020 et Horizon Europe. De plus, la construction des sites d'installation de KM3NeT a également bénéficié d'un financement du Fonds européen de développement régional (FEDER), confirmant le potentiel économique, social et territorial de KM3NeT à l'échelle régionale.
Enfin, KM3NeT a participé à de nombreux projets européens, menés par des partenaires de la Collaboration. Par exemple, KM3NeT participe au réseau européen d'observatoires sous-marins EMSO, en fournissant un accès à long terme pour la recherche en sciences de la Terre et de la mer. KM3NeT a participé au projet ASTERICS et participe toujours à l'initiative européenne EOSC pour la science ouverte ainsi qu'au projet connexe ESCAPE. Enfin, KM3NeT est également engagé dans la science participative, notamment dans le cadre du projet REINFORCE.

## Global Neutrino Network
Avec ANTARES, le télescope à neutrinos sous-marin du lac Baïkal, l'Observatoire à neutrinos IceCube, l'Expérience neutrino de l'océan Pacifique (P-ONE) et l'Observatoire de neutrinos du Groenland (RNO), KM3NeT fait partie du réseau international de télescopes à neutrinos Global Neutrino Network .